# Harsin
Harsin este un oraș din Iran.